# Liga de la Juventud Patriótica Socialista
La Liga de la Juventud Patriótica Socialista (en coreano: 사회주의애국청년동맹) es la principal organización juvenil de Corea del Norte. Fue conocida hasta agosto de 2016 como "Liga de la Juventud Socialista 'Kim Il Sung'" y desde 2016 hasta su X Congreso de abril de 2021 como "Liga de la Juventud Kimilsungista-Kimjongilista".

## Historia

Bandera de la Liga

Según fuentes oficiales, la LJPS tiene su origen en la Unión de la Juventud Democrática de Corea, la organización de todos los adolescentes norcoreanos, fundada el 17 de enero de 1946. Más tarde, cambió su nombre para convertirse en la Unión de la Juventud Socialista de Corea. En el mes de enero de 1996, en el 50.º aniversario de su fundación, la organización cambió su nombre de nuevo y pasó a llamarse Unión de la Juventud Socialista Kim Il-sung e inició una nueva etapa en su desarrollo. La organización juvenil es la escuela de cuadros del Partido del Trabajo de Corea. Tras su IX Congreso, celebrado en agosto de 2016, la organización vuelve a cambiar su denominación para adoptar la actual.

### Los Jóvenes Pioneros
Los Jóvenes Pioneros de Corea del Norte (en coreano: 조선소년단) es un movimiento juvenil de pioneros norcoreano. Pueden formar parte de este movimiento los niños y niñas norcoreanos desde los 9 hasta los 15 años de edad. Los adolescentes mayores de 15 años pueden unirse a la LJKK. La organización forma parte de la Unión de Niños de Corea y tiene unidades operando en escuelas primarias y secundarias en toda Corea del Norte. La organización de los pioneros norcoreanos es miembro de la Federación Mundial de la Juventud Democrática.